# Loxosomella globosa
Loxosomella globosa är en bägardjursart som beskrevs av Bobin och Prenant 1953. Loxosomella globosa ingår i släktet Loxosomella och familjen Loxosomatidae. Inga underarter finns listade i Catalogue of Life.